# Саркисян, Артём Саркисович
Артём Сарки́сович Саркися́н (23 сентября 1926, село Гюнейчартар, Мартунинский район, Нагорно-Карабахская автономная область, Социалистическая Советская Республика Азербайджан, ЗСФСР — 11 ноября 2016, Москва, Российская Федерация) — советский и российский учёный, специалист в области теории и численных методов моделирования термогидродинамических процессов в океане. Академик РАН (1992, членкор АН СССР с 1981), доктор физико-математических наук, профессор (1968), заслуженный профессор МГУ (1999), заведующий лабораторией гидрологии, динамики морских течений в Институте океанологии РАН, главный научный сотрудник Института вычислительной математики РАН. 

## Биография
Окончил Мартунинскую среднюю школу с отличием на армянском языке (1944) и Азербайджанский государственный университет, физико-математический факультет (1950).
С 1950 по 1953 год учился в аспирантуре в Геофизическом институте АН СССР. В 1953 году защитил кандидатскую диссертацию по теме: «Расчет стационарных ветровых течений в океане» (научный руководитель И.А. Кибель).
В 1953 году защитил диссертацию кандидата физико-математических наук «Расчет стационарных ветровых течений в океане» (научный руководитель И. А. Кибель), а в 1967 году — диссертацию доктора физико-математических наук «Теория и расчет течений в океане».
29 декабря 1981 года избран членом-корреспондентом АН СССР по отделению океанологии, физики атмосферы и географии; 11 июня 1992 года избран академиком Российской академии наук — Отделение океанологии, физики атмосферы и географии (океанология).
В 1965—1969 годах работал в Севастополе в Институте морской гидрофизики АН УССР, в 1969—1982 гг. — в Институте океанологии АН СССР, являлся заведующим лабораторией гидрологии, динамики морских течений. С 1982 года — главный научный сотрудник Института вычислительной математики РАН.
Доктор физико-математических наук (1967): тема «Теория и расчет течений в океане», профессор (1968). Почетный профессор МГУ.
На протяжении ряда лет он преподавал на кафедре математического моделирования физических процессов Московского физико-технического института. Являлся профессором МГУ им. М.В.Ломоносова.
С 1995 года — профессор кафедры океанологии географического факультета МГУ.
Руководил группой ученых (40 академиков, членов-корреспондентов РАН и профессоров), составивших по заданию Президента РФ программу «Исследование Мирового океана».
Избирался первым вице-президентом Международной ассоциации физических наук об океане (МАФНО — IAPSO). Являлся заместителем главного редактора журнала «Известия РАН».
В качестве научного руководителя подготовил 28 кандидатов и 6 докторов наук.

## Научная деятельность
Специалист в области теории и численных методов расчета течений Мирового океана, моделирования термогидродинамических процессов в морях и океанах, климатических характеристик Мирового океана и морей. Занимался исследованиями и разработкой моделей гидродинамических процессов синоптического масштаба в Чёрном, Каспийском, Баренцевом и Белом морях. Впервые в мировой океанологической науке он сформулировал положение о решающем влиянии бароклин-ных эффектов на процесс формирования крупномасштабной циркуляции Мирового океана. Установил фактор изменчивости динамических процессов в океане, названный им совместным эффектом бароклин-ности и рельефа дна (СЭБИР), представляющий собой совместный эффект теплообмена океан-атмосфера и рельефа. В рамках государственной научной программы «Разрезы» под его руководством была проведена работа по сравнительному анализу всех существовавших в то время в СССР численных моделей общей циркуляции океана, что послужило стимулом к их дальнейшему совершенствованию. 

## Научные труды
Автор более 230 научных статей, 13 монографий.
- «Основы теории морских течений» (1966)
- «Численный анализ и прогноз морских течений» (1977)
- «Mathematical modeling of ocean circulation» (1988)
- «Моделирование динамики океана» (1991)

## Награды и звания
- лауреат Государственной премии СССР в области науки и техники (1970)
- орден Дружбы народов (1986)
- лауреат Государственной премии Российской Федерации в области науки и техники (2000)
- орден Почёта (2007)[3]
- золотая медаль им. Марин Дренов Болгарской академии наук (1986)[4]